# Gaujacq
Gaujacq (gaskonsko Gaujac) je naselje in občina v francoskem departmaju Landes regije Akvitanije. Naselje je leta 2009 imelo 448 prebivalcev.

## Geografija
Kraj leži v pokrajini Gaskonji 31 km jugovzhodno od Daxa.

## Uprava
Občina Gaujacq skupaj s sosednjimi občinami Amou, Argelos, Arsague, Bassercles, Bastennes, Beyries, Bonnegarde, Brassempouy, Castaignos-Souslens, Castelnau-Chalosse, Castel-Sarrazin, Donzacq, Marpaps, Nassiet in Pomarez sestavlja kanton Amou s sedežem v Amouju. Kanton je sestavni del okrožja Dax.

## Zanimivosti
- cerkev sv. Janeza Krstnika,
- Château de Gaujacq, renesančna graščina iz druge polovice 17. stoletja.